# Fin de contrat
Fin de contrat est le 20e album de la série de bande dessinée Jérôme K. Jérôme Bloche d’Alain Dodier. L'ouvrage est publié en 2007.